# Typhlops jamaicensis
Typhlops jamaicensis là một loài rắn trong họ Typhlopidae. Loài này được Shaw mô tả khoa học đầu tiên năm 1802.